# Guignicourt-sur-Vence
Guignicourt-sur-Vence és un municipi francès situat al departament de les Ardenes i a la regió del Gran Est. L'any 2007 tenia 300 habitants.

## Demografia

### Població
El 2007 la població de fet de Guignicourt-sur-Vence era de 300 persones. Hi havia 121 famílies de les quals 24 eren unipersonals (16 homes vivint sols i 8 dones vivint soles), 53 parelles sense fills i 44 parelles amb fills.
La població ha evolucionat segons el següent gràfic:
Habitants censats

### Habitatges
El 2007 hi havia 137 habitatges, 122 eren l'habitatge principal de la família, 11 eren segones residències i 4 estaven desocupats. 126 eren cases i 7 eren apartaments. Dels 122 habitatges principals, 95 estaven ocupats pels seus propietaris, 26 estaven llogats i ocupats pels llogaters i 1 estava cedit a títol gratuït; 2 tenien dues cambres, 10 en tenien tres, 33 en tenien quatre i 77 en tenien cinc o més. 88 habitatges disposaven pel capbaix d'una plaça de pàrquing. A 47 habitatges hi havia un automòbil i a 66 n'hi havia dos o més.

### Piràmide de població
La piràmide de població per edats i sexe el 2009 era:
| Homes | Edats   | Dones |
| ----- | ------- | ----- |
| 0     | 95 o +  | 0     |
| 0     | 90 a 94 | 0     |
| 0     | 85 a 89 | 0     |
| 4     | 80 a 84 | 0     |
| 8     | 75 a 79 | 0     |
| 0     | 70 a 74 | 8     |
| 16    | 65 a 69 | 12    |
| 0     | 60 a 64 | 4     |
| 0     | 55 a 59 | 0     |
| 8     | 50 a 54 | 12    |
| 16    | 45 a 49 | 20    |
| 12    | 40 a 44 | 8     |
| 12    | 35 a 39 | 20    |
| 16    | 30 a 34 | 4     |
| 4     | 25 a 29 | 8     |
| 24    | 20 a 24 | 12    |
| 16    | 15 a 19 | 4     |
| 12    | 10 a 14 | 8     |
| 8     | 5 a 9   | 24    |
| 20    | 0 a 4   | 4     |

## Economia
El 2007 la població en edat de treballar era de 202 persones, 160 eren actives i 42 eren inactives. De les 160 persones actives 145 estaven ocupades (77 homes i 68 dones) i 15 estaven aturades (9 homes i 6 dones). De les 42 persones inactives 15 estaven jubilades, 10 estaven estudiant i 17 estaven classificades com a «altres inactius».

### Ingressos
El 2009 a Guignicourt-sur-Vence hi havia 122 unitats fiscals que integraven 312 persones, la mediana anual d'ingressos fiscals per persona era de 19.945 €.

### Activitats econòmiques
Dels 9 establiments que hi havia el 2007, 3 eren d'empreses de comerç i reparació d'automòbils, 1 d'una empresa financera, 3 d'empreses de serveis, 1 d'una entitat de l'administració pública i 1 d'una empresa classificada com a «altres activitats de serveis».
Dels 2 establiments comercials que hi havia el 2009, 1 era una fleca i 1 una sabateria.
L'any 2000 a Guignicourt-sur-Vence hi havia 4 explotacions agrícoles.

## Equipaments sanitaris i escolars
El 2009 hi havia una escola elemental.

## Poblacions més properes
El següent diagrama mostra les poblacions més properes.